# Georges Lemaître ATV
El Georges Lemaître ATV, o Vehicle de Transferència Automatitzat 005 (ATV-005), és una nau espacial de subministrament no tripulada europea batejada amb el nom de l'astrònom belga Georges Lemaître. La nau espacial, llançada el 2014, tenia la missió de subministrar l'Estació Espacial Internacional (ISS) amb càrrega seca, combustible, aigua i aire. Fou el cinquè i últim ATV, seguint l'Albert Einstein que va ser llançat el 2013. Els components del Georges Lemaître foren construïts a Torí, Itàlia, i Bremen, Alemanya. El muntatge final i les proves es feren a Bremen.
El Georges Lemaître va ser llançat per un coet Ariane 5ES des del Port Espacial Europeu a Kourou, Guaiana Francesa. El llançament va ser dut a terme per Arianespace en nom de l'Agència Espacial Europea.

## Missions ATV
| Designació | Nom              | Data Llançament      | Data Acoblament ISS  | Data Reentrada         | Notes                   |
| ---------- | ---------------- | -------------------- | -------------------- | ---------------------- | ----------------------- |
| ATV-001    | Jules Verne      | 9 de març de 2008    | 3 d'abril de 2008    | 29 de setembre de 2008 | [ 2 ] [ 3 ]             |
| ATV-002    | Johannes Kepler  | 16 de febrer de 2011 | 24 de febrer de 2011 | 21 de juny de 2011     | [ 4 ] [ 5 ]             |
| ATV-003    | Edoardo Amaldi   | 23 de març de 2012   | 28 de març de 2012   | 4 d'octubre de 2012    | [ 6 ] [ 7 ] [ 8 ] [ 9 ] |
| ATV-004    | Albert Einstein  | 5 de juny de 2013    | 15 de juny de 2013   | 28 d'octubre 2013      | [ 10 ]                  |
| ATV-005    | Georges Lemaître | 29 de juliol de 2014 | 12 d'agost de 2014   | 15 de febrer de 2015   | [ 11 ] [ 12 ]           |
|            |                  |                      |                      |                        |                         |